# Yoann de Boer
Yoann de Boer (Marseille, 27 januari 1982) is een voormalig Frans voetballer die van 2002 tot seizoen 2007/2008 bij FC Eindhoven speelde. Daarvoor speelde hij in de jeugdopleidingen van Willem II en Olympique Marseille. In het seizoen  2006/2007 was hij aanvoerder van FC Eindhoven en die rol vervulde hij ook in het seizoen 2007/2008.
Zijn bijnaam is Chabal omdat hij in zijn spel wat lijkt op de Franse rugbyer Sébastien Chabal. In het seizoen 2007/2008 kwam hij uit voor FC Den Bosch. Na de winterstop van het seizoen 2009/2010 verhuisde de speler naar Fortuna Sittard, waar hij vijf seizoenen zou spelen. De laatste seizoenen in Limburg was De Boer aanvoerder.  Hierna kwam zijn profloopbaan ten einde en zou hij nog uitkomen tot 2016 als amateur voor Kozakken Boys uit Werkendam. 
Na zijn verhuizing naar Nederland woonde hij in Boxtel en doorliep hij het VWO op het Jacob-Roeland Lyceum.

## Clubstatistieken
| Seizoen | Club            | Duels | Goals | Competitie     |
| ------- | --------------- | ----- | ----- | -------------- |
| 2002/03 | SBV Eindhoven   | 0     | 0     | Eerste divisie |
| 2003/04 | FC Eindhoven    | 27    | 1     | Eerste divisie |
| 2004/05 | FC Eindhoven    | 35    | 3     | Eerste divisie |
| 2005/06 | FC Eindhoven    | 35    | 2     | Eerste divisie |
| 2006/07 | FC Eindhoven    | 37    | 1     | Eerste divisie |
| 2007/08 | FC Eindhoven    | 37    | 0     | Eerste divisie |
| 2008/09 | FC Den Bosch    | 22    | 2     | Eerste divisie |
| 2009/10 | FC Den Bosch    | 16    | 0     | Eerste divisie |
| 2009/10 | Fortuna Sittard | 14    | 0     | Eerste divisie |
| 2010/11 | Fortuna Sittard | 27    | 2     | Eerste divisie |
| 2011/12 | Fortuna Sittard | 33    | 0     | Eerste divisie |
| 2012/13 | Fortuna Sittard | 18    | 1     | Eerste divisie |
| 2013/14 | Fortuna Sittard | 34    | 0     | Eerste divisie |
| Totaal  | Totaal          | 335   | 124   |                |